# 池尻大橋駅
池尻大橋駅（いけじりおおはしえき）は、東京都世田谷区池尻三丁目にある、東急電鉄田園都市線の駅である。駅番号はDT 02。
世田谷区最東端の駅である。所在地は世田谷区池尻三丁目2番であるが、敷地は世田谷区池尻二丁目と池尻三丁目、目黒区大橋二丁目、東山三丁目に跨っている。

## 歴史

### 年表
- 1977年（昭和52年）4月7日：新玉川線（現・田園都市線）の駅として開設[2]。
- 2000年（平成12年）8月6日：新玉川線が田園都市線へ編入、同線の駅となる[3]。
- 2007年（平成19年）3月18日：ICカード「PASMO」が利用可能となる[4]。
- 2018年（平成30年）7月29日：ホームドア使用開始。

### 駅名の由来
玉川線時代には、世田谷区池尻町に「玉電池尻」、目黒区上目黒に「大橋」、それぞれの電停があった。このほぼ中間地点に設置されたことから「池尻大橋」の名称とされた。いわゆる複合駅名であり、「池尻大橋」という地名あるいはその名の橋梁はない。なお、その後目黒区側の地名は玉川通りを境に大橋二丁目と東山三丁目に分かれている。
なお、開業前の仮称は「大橋池尻駅」であったが、より呼びやすくするため、また当時の東急社長・五島昇からの「（大橋池尻では）何の変哲もなく、インパクトに欠ける。大きな橋をイメージする池尻大橋の方が良い」との要請もあり、開業2か月前の1977年（昭和52年）2月23日に現名称へ変更された経緯がある。

## 駅構造
相対式ホーム2面2線を有する地下駅。
トイレは1番線ホームにあり、多機能トイレを併設している。
駅の出入口は、東口・西口・南口・北口の4箇所がある。このうち目黒区側東山商店街に接する東口と、世田谷区側池尻方面への西口への階段が広く、西口はムトウビル1Fに開口しており、同ビル地下の商業施設共に階段途中でつながっている。一方、国道246号歩道上に開口している南口と北口の階段は狭く、歩道寸法に余裕が少ないため地上付近で更に狭くなっている。4箇所いずれの出入口にもエスカレーターはない（エレベーターについては後述）。それぞれの出入口は改札口前のコンコースでつながっており、営業時間内は自由通路としても機能している。
上下線各ホームと改札階間にそれぞれ個別にエレベーターが設置されているが、既存改札内に設置するスペースが確保出来ず、改札階コンコース（改札外）に幅広型自動改札機を設置すると共に、柵を新設してエレベーター用の通路を確保したため、改札外スペースが少し狭くなっている。なお、このエレベーター専用改札には精算機が設置されていないため、精算が発生する場合はインターホンで駅員を呼ぶ必要がある。また、国道246号の上り線側には、西口と北口の間に「池尻大橋（駅）」バス停留所 があり、そのそばに地上とコンコースを連絡するエレベーター専用出入口が設置されている。

### のりば
| 番線 | 路線       | 方向 | 行先                                     |
| ---- | ---------- | ---- | ---------------------------------------- |
| 1    | 田園都市線 | 下り | 二子玉川・長津田・中央林間方面           |
| 2    | 田園都市線 | 上り | 渋谷・押上〈スカイツリー前〉・春日部方面 |

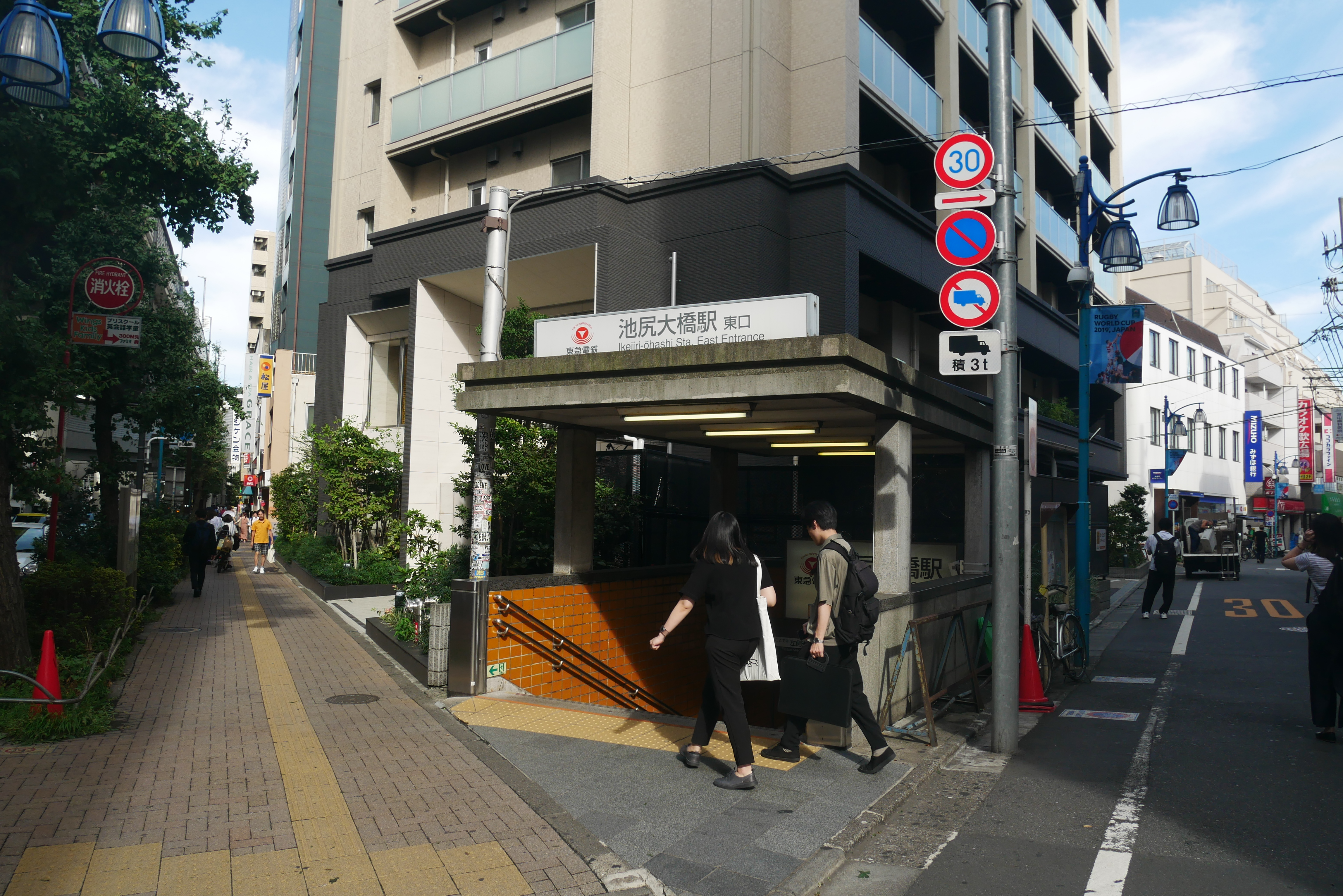
東口（2019年9月9日）
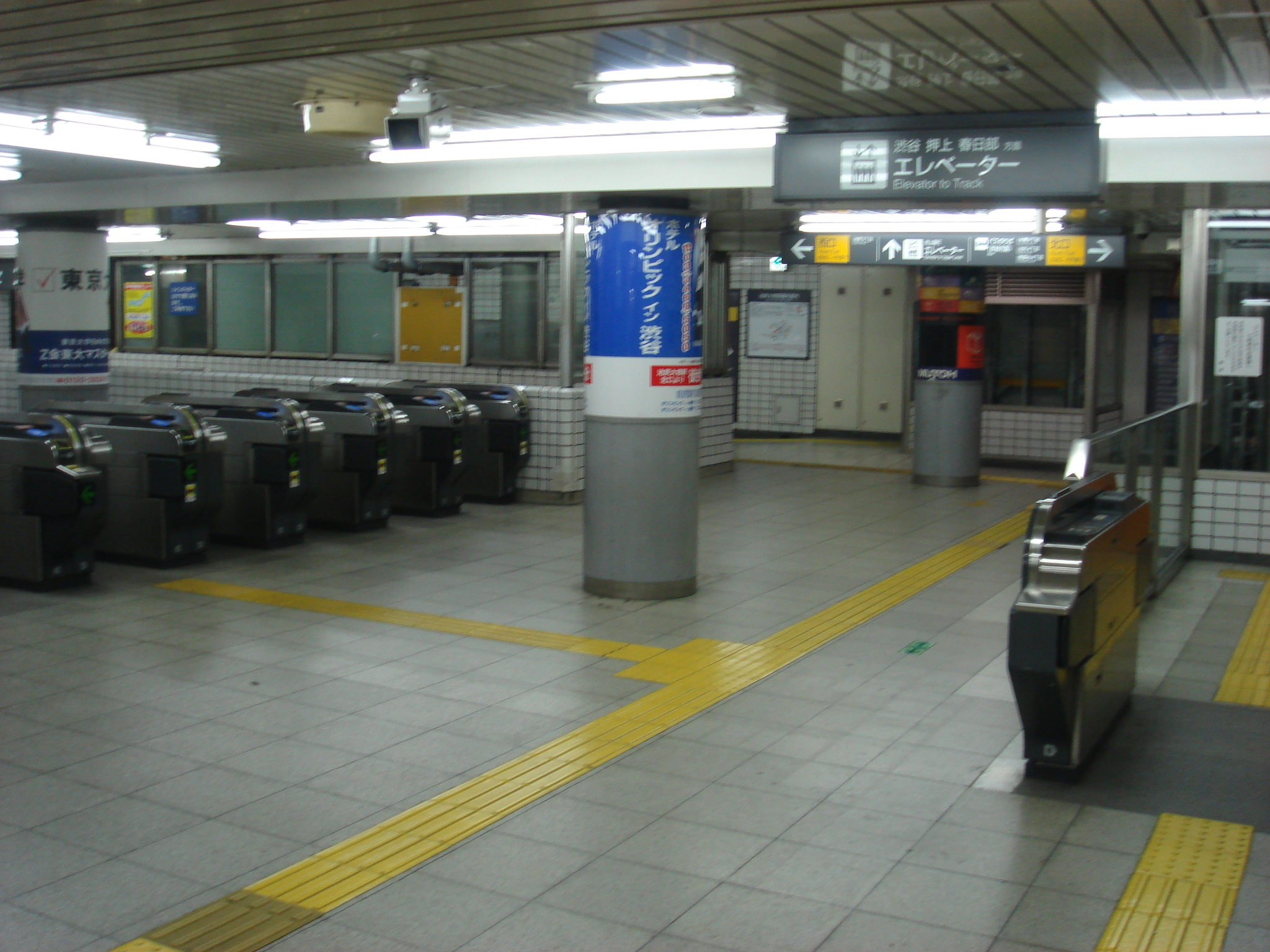
改札前（2008年6月17日）
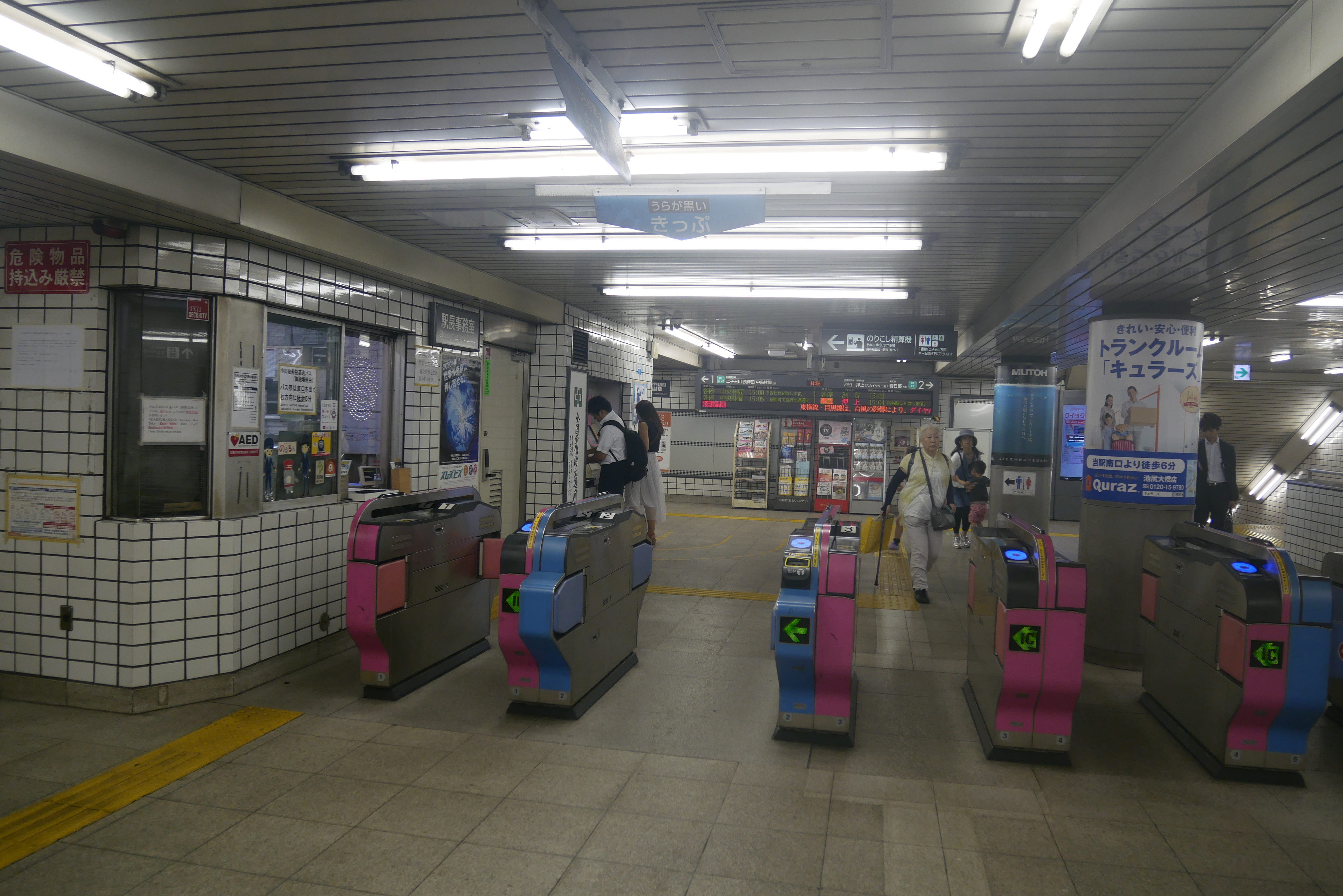
改札口（2019年9月9日）
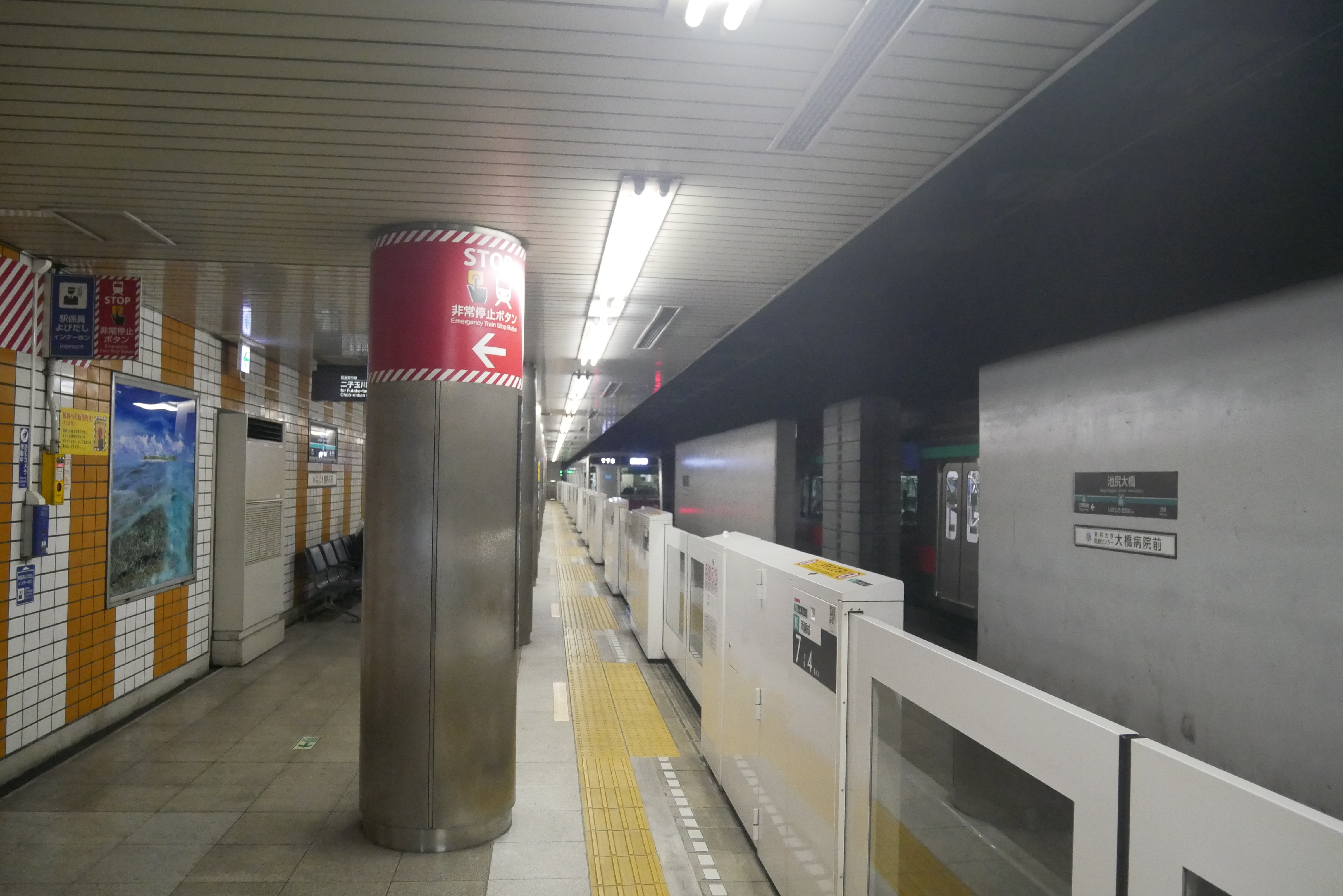
ホーム（2019年9月9日）

## 利用状況
2024年度の1日平均乗降人員は63,191人である。
近年の1日平均乗降・乗車人員の推移は以下の通り。
| 年度               | 1日平均 乗降人員 | 1日平均 乗車人員 | 出典              |
| ------------------ | ---------------- | ---------------- | ----------------- |
| 1977年（昭和52年） | 23,354           | 12,027           | [ 東京都統計 1 ]  |
| 1978年（昭和53年） | 27,102           | 14,234           | [ 東京都統計 2 ]  |
| 1979年（昭和54年） | 30,264           | 15,852           | [ 東京都統計 3 ]  |
| 1980年（昭和55年） | 32,083           | 16,832           | [ 東京都統計 4 ]  |
| 1981年（昭和56年） | 33,548           | 17,614           | [ 東京都統計 5 ]  |
| 1982年（昭和57年） | 35,200           | 18,573           | [ 東京都統計 6 ]  |
| 1983年（昭和58年） | 36,975           | 19,444           | [ 東京都統計 7 ]  |
| 1984年（昭和59年） | 39,424           | 20,672           | [ 東京都統計 8 ]  |
| 1985年（昭和60年） | 41,160           | 21,681           | [ 東京都統計 9 ]  |
| 1986年（昭和61年） | 43,951           | 23,197           | [ 東京都統計 10 ] |
| 1987年（昭和62年） | 45,154           | 23,705           | [ 東京都統計 11 ] |
| 1988年（昭和63年） | 46,934           | 24,827           | [ 東京都統計 12 ] |
| 1989年（平成元年） | 50,718           | 27,109           | [ 東京都統計 13 ] |
| 1990年（平成02年） | 53,075           | 28,972           | [ 東京都統計 14 ] |
| 1991年（平成03年） | 55,012           | 29,259           | [ 東京都統計 15 ] |
| 1992年（平成04年） | 53,519           | 28,977           | [ 東京都統計 16 ] |
| 1993年（平成05年） | 53,150           | 28,920           | [ 東京都統計 17 ] |
| 1994年（平成06年） | 52,960           | 28,651           | [ 東京都統計 18 ] |
| 1995年（平成07年） | 51,696           | 28,377           | [ 東京都統計 19 ] |
| 1996年（平成08年） | 51,858           | 28,429           | [ 東京都統計 20 ] |
| 1997年（平成09年） | 50,790           | 27,829           | [ 東京都統計 21 ] |
| 1998年（平成10年） | 49,054           | 27,107           | [ 東京都統計 22 ] |
| 1999年（平成11年） | 48,191           | 26,750           | [ 東京都統計 23 ] |
| 2000年（平成12年） | 49,659           | 26,586           | [ 東京都統計 24 ] |
| 2001年（平成13年） | 50,322           | 26,389           | [ 東京都統計 25 ] |
| 2002年（平成14年） | 49,353           | 25,929           | [ 東京都統計 26 ] |
| 2003年（平成15年） | 50,202           | 26,351           | [ 東京都統計 27 ] |
| 2004年（平成16年） | 50,266           | 26,434           | [ 東京都統計 28 ] |
| 2005年（平成17年） | 50,759           | 26,522           | [ 東京都統計 29 ] |
| 2006年（平成18年） | 52,955           | 27,685           | [ 東京都統計 30 ] |
| 2007年（平成19年） | 56,608           | 29,178           | [ 東京都統計 31 ] |
| 2008年（平成20年） | 56,533           | 29,156           | [ 東京都統計 32 ] |
| 2009年（平成21年） | 56,031           | 28,801           | [ 東京都統計 33 ] |
| 2010年（平成22年） | 57,321           | 29,409           | [ 東京都統計 34 ] |
| 2011年（平成23年） | 56,372           | 28,917           | [ 東京都統計 35 ] |
| 2012年（平成24年） | 57,594           | 29,512           | [ 東京都統計 36 ] |
| 2013年（平成25年） | 60,098           | 30,740           | [ 東京都統計 37 ] |
| 2014年（平成26年） | 60,758           | 31,035           | [ 東京都統計 38 ] |
| 2015年（平成27年） | 61,302           | 31,333           | [ 東京都統計 39 ] |
| 2016年（平成28年） | 62,135           | 31,744           | [ 東京都統計 40 ] |
| 2017年（平成29年） | 63,855           | 32,595           | [ 東京都統計 41 ] |
| 2018年（平成30年） | 63,346           | 32,337           | [ 東京都統計 42 ] |
| 2019年（令和元年） | 63,364           | 32,342           | [ 東京都統計 43 ] |
| 2020年（令和02年） | 47,659           |                  |                   |
| 2021年（令和03年） | 52,328           |                  |                   |
| 2022年（令和04年） | 56,812           |                  |                   |
| 2023年（令和05年） | 60,918           |                  |                   |
| 2024年（令和06年） | 63,191           |                  |                   |

備考
1. ↑  1977年4月7日開業。

## 駅周辺

### 官公庁・公共施設
- 目黒区立大橋図書館
- 目黒区役所 北部地区サービス事務所
- 警視庁第三機動隊
- 陸上自衛隊 三宿駐屯地
  - 防衛装備庁 電子装備研究所
  - 防衛装備庁 先進技術推進センター
  - 自衛隊中央病院
  - 陸上自衛隊衛生学校

### 教育機関
- 東京都立駒場高等学校
- 駒場東邦中学校・高等学校
- 筑波大学附属駒場中学校・高等学校
- 目黒区立第一中学校
- 目黒区立東山小学校

### 主な病院
- 東邦大学医療センター大橋病院：2013年（平成25年）4月より、駅名標下部に、施設案内看板が掲出されている。

### 郵便局・金融機関
- 目黒大橋郵便局
- 目黒東山二郵便局
- 目黒東山一郵便局
- 世田谷池尻郵便局
- 三菱UFJ銀行 東京事務センター

### 店舗
- 成城石井 池尻大橋店：東急玉川線廃止までは丸井玉電大橋店であった。
- オーケー 池尻大橋店
- オオゼキ池尻店
- まいばすけっと池尻大橋駅西店
- トモズ池尻大橋店 - 第1号店

### 史跡・自然
- 東山貝塚遺跡
- 世田谷公園

### 法人
- システム・ロケーション株式会社
- 東急バス株式会社
- 株式会社LDH JAPAN

### 交通
- 国道246号
- 首都高速道路 大橋JCT：かつてはこの付近に東急玉川線（玉電）大橋車庫→東急バス大橋営業所が所在していた。
  - 目黒天空庭園：大橋JCT屋上に整備された庭園。
- 大橋：目黒川に架かる橋の名。

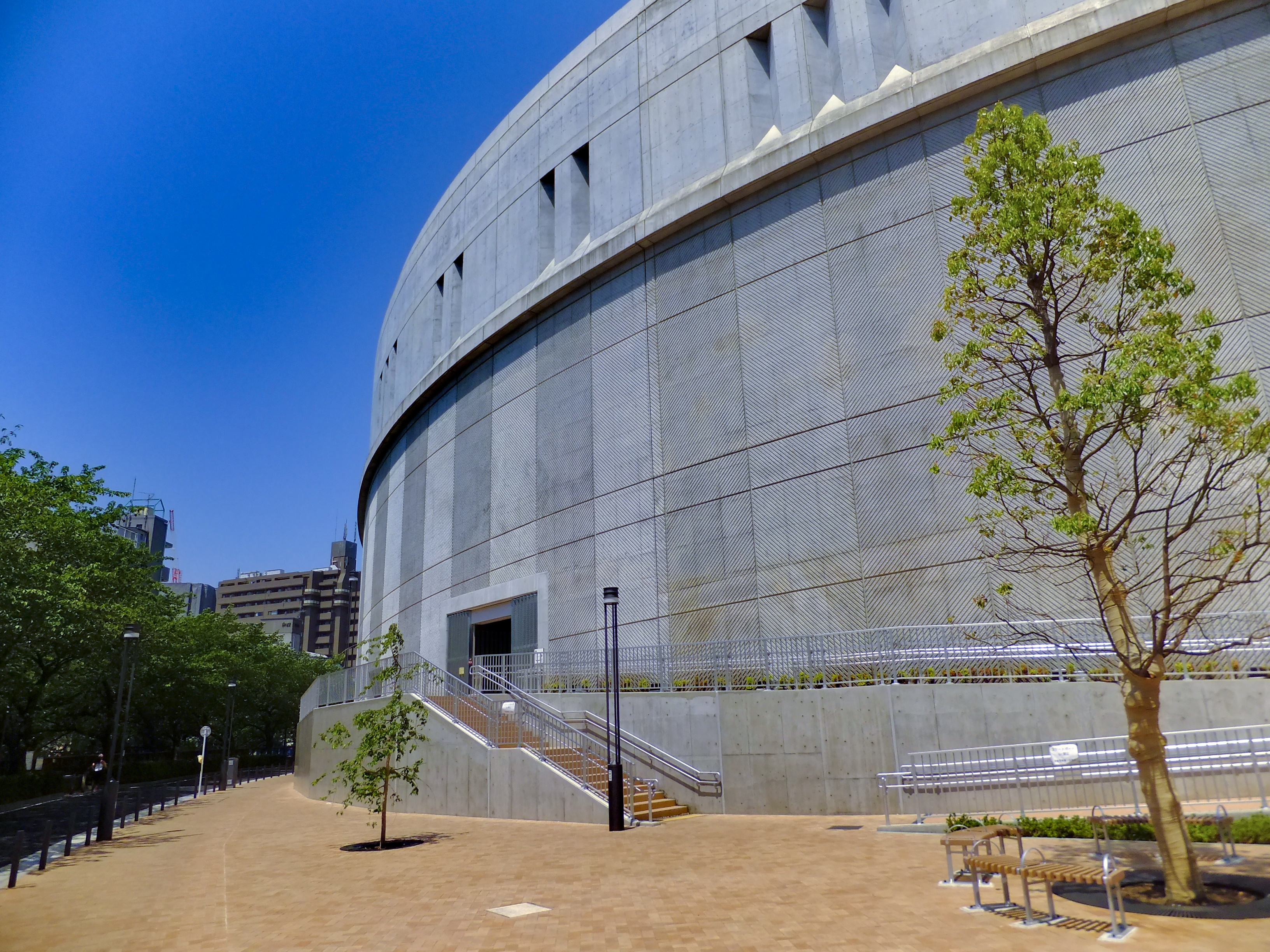
大橋JCT
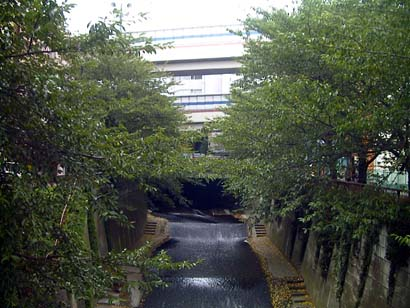
大橋（目黒川に架かる国道246号の橋）

## バス路線
東急バスが大橋・池尻（一部除く）を経由して渋谷駅と多摩川駅や田園調布駅などの東横線沿線、等々力駅や二子玉川駅などの大井町線沿線、祖師ヶ谷大蔵駅や成城学園前駅などの小田急線沿線を連絡している。また、小田急バスは大橋・池尻を経由して渋谷駅と調布駅を結んでいる。この他、渋谷や山手線内南部地域への利便性向上を図るために数路線の高速バスが停車する。
大橋・池尻大橋（高速バスのみ）・池尻大橋駅（渋谷駅行のみ）・池尻を経由する系統は以下の通り。

### 東急バス路線
- [ 渋05 ] 渋谷駅 - 大橋（←池尻大橋駅） - 池尻 - 弦巻営業所
- [ 渋11 ] 渋谷駅 - 大橋（←池尻大橋駅） - 池尻 - 田園調布駅
- [ 渋12 ] 渋谷駅 - 大橋（←池尻大橋駅） - 池尻 - 二子玉川駅・高津営業所
- [ 渋21 ] 渋谷駅 - 大橋（←池尻大橋駅） - 池尻 - 上町駅
- [ 渋22 ] 渋谷駅 - 大橋（←池尻大橋駅） - 池尻 - 用賀駅
- [ 渋23 ] 渋谷駅 - 大橋（←池尻大橋駅） - 池尻 - 祖師ヶ谷大蔵駅
- [ 渋24 ] 渋谷駅 - 大橋（←池尻大橋駅） - 池尻 - 成城学園前駅（渋谷駅発は成城学園前駅西口行）
- [ 渋31 ] 渋谷駅→大橋→池尻→下馬一丁目（循環）→池尻→池尻大橋駅→大橋→渋谷駅
- [ 渋32 ] 渋谷駅→大橋→池尻→野沢龍雲寺（循環）→池尻→池尻大橋駅→大橋→渋谷駅
- [ 渋41 ] 渋谷駅 - 大橋 - 大井町駅・新馬場駅前・清水
- [ 渋42 ] 渋谷駅 - 大橋 - 大崎駅西口
- [ 渋43 ] 渋谷駅 - 大橋 - 品川駅・高輪ゲートウェイ駅
- [ 渋82 ] 渋谷駅 - 大橋（←池尻大橋駅） - 池尻 - 等々力

### 小田急バス路線
- [ 渋26 ] 渋谷駅 - 大橋（←池尻大橋駅） - 池尻 - 調布駅南口

### 小田急ハイウェイバス路線
- 小田急ハイウェイバスの池尻大橋停留所が近くにある。下りは箱根線（一部を除く）の乗車専用で、渋12・33・34の大橋バス停と同じ位置に停車する。上りは降車専用で、専用ポールが設置されている。
  - 箱根線 新宿高速バスターミナル - （新宿駅西口） - 池尻大橋 - 東名御殿場 - 御殿場駅（ - 箱根桃源台 - 箱根園 - 箱根小田急山のホテル）
  - 箱根線 新宿高速バスターミナル←新宿駅西口←池尻大橋←東名御殿場←御殿場プレミアム・アウトレット←ホテルクラッド・木の花の湯
  - 御殿場プレミアム新宿号 新宿高速バスターミナル←新宿駅西口←池尻大橋←御殿場プレミアム・アウトレット
  - 伊豆長岡・修善寺温泉ライナー 新宿高速バスターミナル←新宿駅西口←池尻大橋←長岡温泉←修善寺温泉←修善寺駅←修善寺年川車庫（東海バスが運行）
  - 三島エクスプレス 新宿高速バスターミナル←新宿駅西口←池尻大橋←三島駅←大平車庫（東海バスが運行）

### JRバス関東の路線
- JRバス関東の池尻大橋停留所（上り降車専用）が近くにある。停車する路線は下記の通りだが、一部便のみが停まる場合もある。
- 昼行
  - 御殿場プレミアム・アウトレット号（JRバステックが運行）
  - やきそばエクスプレス・かぐや姫エクスプレス（富士急静岡バスが運行）
- 夜行
  - ドリーム阿南・徳島号（JR四国バス・徳島バスが運行）
  - サザンクロス和歌山号（南海ウイングバスが運行）
    - ドリーム和歌山号の時代にJRバス関東と共同運行を行っていた時期があり、同社の撤退後も引き続き上り便が停車している。

## 隣の駅
東急電鉄
 田園都市線
■急行
通過
■準急・■各駅停車
渋谷駅 (DT01) - 池尻大橋駅 (DT02) - 三軒茶屋駅 (DT03)
当駅 - 渋谷駅の駅間距離は1.9 kmで、これは東急田園都市線では一番長い。